# Stauffenburg (Harz)
Die Stauffenburg, auch Staufenburg genannt, ist die Ruine einer früheren Höhenburg bei Seesen-Münchehof im niedersächsischen Landkreis Goslar.
Ihre baulichen Anfänge werden im 11. Jahrhundert vermutet. Heute ist die nie belagert gewesene Befestigungsanlage eine Burgruine mit restaurierten Mauerresten. Ihre Steine wurden seit dem 18. Jahrhundert zum Bau anderer Gebäude in der Umgebung abgetragen.

## Geographische Lage
Die Burgruine Stauffenburg liegt rund 3 km südsüdwestlich des Dorfs Münchehof, einem Ortsteil der Stadt Seesen (Landkreis Goslar) und etwa 2,8 km nordnordwestlich von Gittelde (Landkreis Göttingen). Sie befindet sich auf dem bewaldeten Burgberg (346 m ü. NHN), einer kegelförmigen Kuppe des Westerhöfer Berglands. Etwa 1,6 km östlich der Ruine verläuft jenseits der Domäne Stauffenburg im Tal der Markau zwischen Münchehof und Gittelde die B 243. Östlich davon beginnt der Harz.
Als „Stauffenburg“ wird auch eine kleine Wohnsiedlung, ein Ortsteil von Münchehof, bezeichnet.

## Baubeschreibung

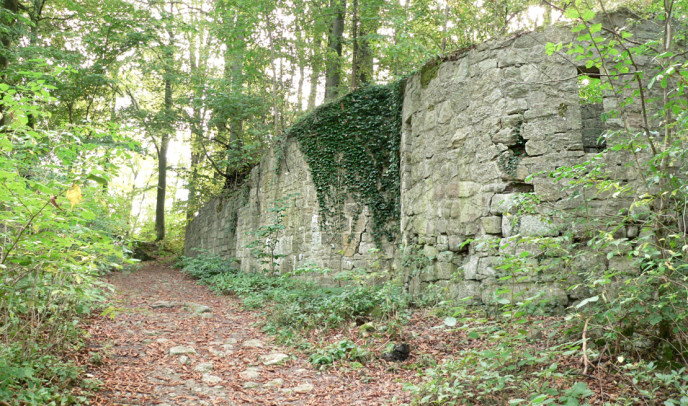
Zugangsbereich mit halbrundem Torturm, von unten gesehen

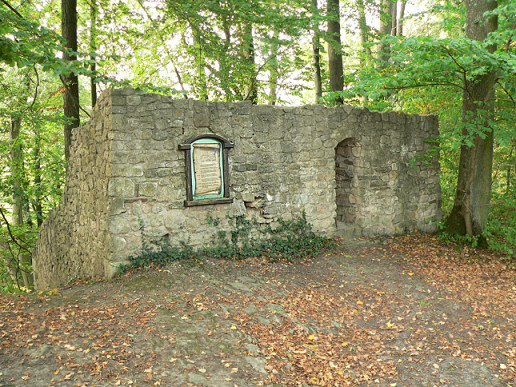
Reste des Bergfrieds, dahinter fällt das Burgplateau steil ab

Der alte Zugangsweg zur Burg ist streckenweise ein Hohlweg und wird im oberen Teil seitlich von Erhebungen begleitet, die schon eine Art Vorbefestigung gewesen sein können. Die einst ummauerte Burganlage hat die Ausmaße von etwa 85 m × 30 m. Im Eingangsbereich sind restaurierte Mauern von zwei halbkreisförmigen Türmen vorhanden, in denen sich Schießscharten befinden. Ansatzweise sind die ebenfalls restaurierten unteren Mauerreste des etwa 20 m × 3 m großen Torzwingers erhalten. Von der Kernburg sind hauptsächlich nur noch knie- bis hüfthohe Mauerreste von 1 m Stärke der äußeren Wehrmauer vorhanden. Sie dürften die Untergeschosse einzelner Burggebäude dargestellt haben, deren oberes Geschoss Aufbauten aus Fachwerk hatten. Das lässt sich auf dem Merian-Kupferstich der Burg von 1654 gut erkennen. Der quadratische Bergfried mit 2 m starken Mauern hat eine Grundfläche von 7 m × 7 m. Bei einer Restaurierung ist er bis in etwa 3 m Höhe wieder aufgebaut worden. In ihm ist ein Kellergeschoss sichtbar, das vermutlich als Verlies diente. An manchen Stellen ist kleinflächig das alte Steinpflaster des Burghofes noch vorhanden.
Im Jahr 2019 nahmen Geoinformatik- und Geodäsiestudenten der Universität Hannover eine Reliefkartierung der Befestigungsanlage vor. Derartige Vermessungen archäologisch bedeutsamer Anlagen zur Anfertigung eines virtuellen 3D-Modells finden seit Jahrzehnten im Zusammenwirken der Universität Hannover mit dem Niedersächsischen Landesamt für Denkmalpflege statt.

## Geschichte

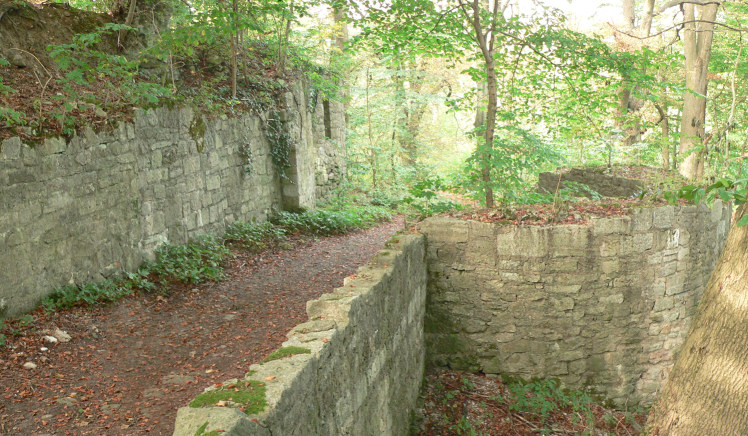
Zugangsbereich mit Torzwinger und rechts halbrundem Torturm, von oben gesehen

Die ersten Bauten der Burg wurden vermutlich im 11. Jahrhundert von den Grafen der Katlenburg errichtet. Im Laufe der Jahrhunderte wurde sie beständig aus- und umgebaut. Die Funktion der Stauffenburg war der Schutz des Harz-Bergbaus im nahen Gittelde sowie die Sicherung der thüringischen Heerstraße, die unterhalb der Burg von Seesen aus südöstlich entlang des Harzes nach Nordhausen verlief. Eine erste urkundliche Nennung des Namens Stauffenburg in der Region gibt es 1154. Er ist der Name einer Ministerialenfamilie, die in einer Urkunde Heinrichs des Löwen erwähnt wird. Das lässt indirekt auf die Existenz der Burg schließen. Heinrich der Löwe verpfändete die Burg an adlige Pfandnehmer weiter, und zeitweise soll sie Sitz von Raubrittern gewesen sein. Nach seinem Sturz 1180 fiel die Burg wie die übrigen welfischen Besitztümer der Umgebung an Kaiser Friedrich Barbarossa. 1193 kam sie an das Erzbistum Magdeburg. Anfang des 13. Jahrhunderts saß der Reichstruchsess Gunzelin von Wolfenbüttel auf der Burg. Als sein Sohn Burgherr war, nannte er sich 1254 „Guncelinus de Stoyphonborg“ (Stauffenburg). Ab dem 14. Jahrhundert diente die Burg als Verwaltungsmittelpunkt des herzoglichen Amtes für das Berg- und Hüttenwesen in Gittelde. Zwischen 1495 und 1522 wurde die Burg zum Witwensitz von Herzogin Elisabeth zu Stolberg, der Mutter von Herzog Heinrich dem Älteren von Braunschweig-Wolfenbüttel. Sie holte Bergleute und Schmiede aus Stolberg und Ellrich nach Gittelde und förderte so das Bergwesen mit der Gewinnung und Verarbeitung von Silber-, Kupfer- und Eisenerz. Aus den Erträgen des Harzbergbaus baute sie die Burg aus.

### Liebesnest in der Neuzeit

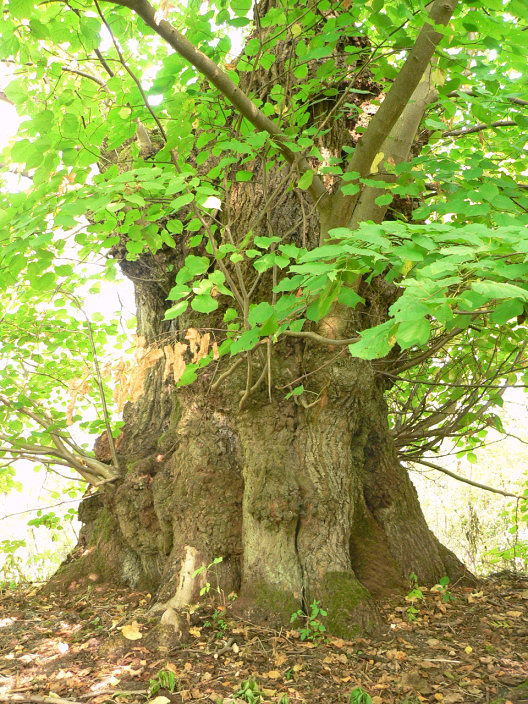
Eva-Linde neben der Burg

Auf der Burg versteckte Herzog Heinrich der Jüngere von Braunschweig-Wolfenbüttel, auch spöttisch „der wilde Heinz von Wolfenbüttel“ genannt, neun Jahre lang seine Geliebte Eva von Trott. Mit ihr hatte er insgesamt zehn Kinder, von denen die meisten während ihres heimlichen Aufenthalts auf der Stauffenburg von 1532–1541 zur Welt kamen. Zuvor war sie Hofdame bei der Herzogin. Als das Verhältnis zum Herzog 1532 bekannt wurde, wurde die westfälische Adelsdame vom Herzogssitz in Wolfenbüttel aus nach Hause geschickt, wo sie nie ankam. Auf dem Wege erklärte sie in der herzoglichen Burg Gandersheim, dass sie von der Pest befallen sei und täuschte damit ihr Ableben vor. Ihr angeblicher Sarg wurde im Stift Gandersheim feierlich beigesetzt, während sich die Hofdame zur einsam gelegenen Stauffenburg begab. Die Liebschaft konnte auf Dauer nicht geheim gehalten werden und wurde öffentlich bekannt. Martin Luther beschuldigte den Herzog der Hurerei und wegen des Scheinbegräbnisses der Gotteslästerung.
Nach Eva von Trott wurde eine uralte Linde neben der Burg als Eva-Linde benannt. Sie befindet sich seitlich vor dem Burgtor auf einer kleinen Anhöhe (auf dem Merian-Kupferstich rechts der Burg), auf der der Stumpf einer uralten Linde von etwa 2 m Durchmesser steht.

### Witwensitz, Gefängnis und Verfall
Ab 1569 wurde die Burg zum Witwensitz für die Schwester Herzog Heinrichs des Jüngeren von Braunschweig-Wolfenbüttel, Margarete. Sie war mit dem schlesischen Herzog Johann von Münsterberg und Oels verheiratet gewesen. Sie wandelte die Burg in eine Krankenstation um und half bis zu ihrem Tode 1580 notdürftigen Menschen.
Auf der Burg verbüßte die protestantische Äbtissin des Stifts Gandersheim Margarethe von Warberg im 16. Jahrhundert eine lebenslange Haftstrafe. Sie saß von 1588 bis zu ihrem Tod 1597 wegen Mordes ein, da sie ihr uneheliches Kind getötet hatte.
Von 1600 bis 1713 diente die Burg als Amtsverwaltung, die danach in eines der Vorwerke unterhalb der Burg verlegt wurde. Bis 1778 wurde die Burg als Gefängnis genutzt. Danach begann der Verfall der Anlage. Die Steine wurden unter anderem zum Bau der Domäne unterhalb der Burg genutzt.